# Bezirk Szeghalom

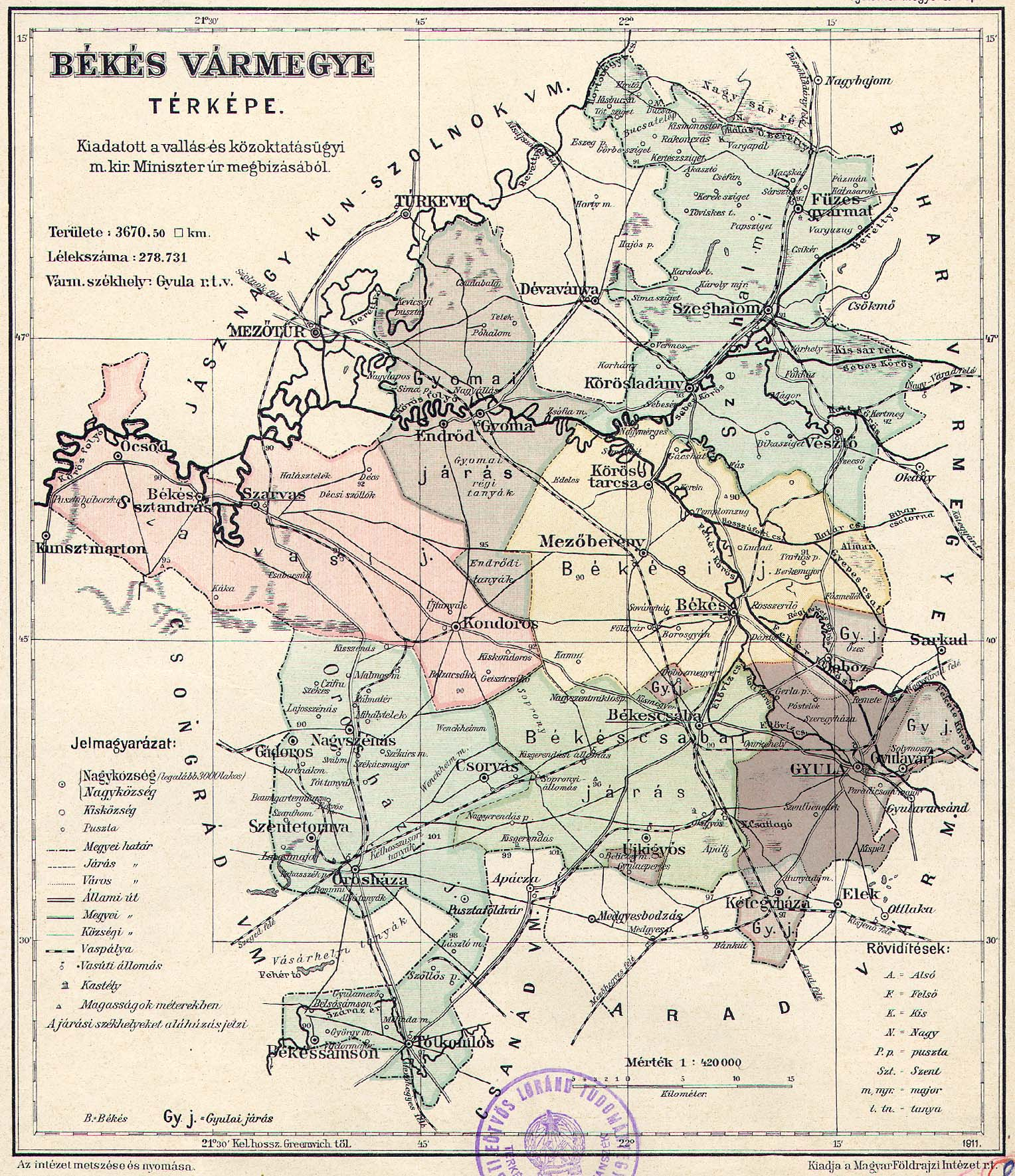
Bezirk Szeghalom (hellgrün markiert) im Nordosten des Komitats Békés

Der Bezirk Szeghalom (auch Stuhlbezirk Szeghalom, ungarisch Szeghalmi járás) war eine ungarische Verwaltungseinheit im Komitat Békés. Der Bezirk Szeghalom lag im nordöstlichen Teil des Komitats. Er grenzte im Westen an das Komitat Jász-Nagykun-Szolnok, im Norden und Osten an das Komitat Bihar und im Süden an den Bezirk Békés. Die Landschaft des Bezirks war eben und geprägt durch die Flüsse Sebes-Körös und Berettyó. Im Norden und Osten befanden sich die Sumpfgebiete Nagy-Sárrét und Kis-Sárrét. Der Bezirk hatte im Jahr 1913 insgesamt 36.064 Einwohner. Der Verwaltungssitz befand sich in der Großgemeinde Szeghalom. Der Bezirk wurde im Zuge der Verwaltungsreform 1950 zusammen mit dem Komitat Békés aufgelöst.

## Übersicht der Orte im Bezirk Szeghalom (Stand 1913)
|               | Ortsname     | Einwohnerzahl | Häuser | Fläche (Katastraljoche) |
| Großgemeinden | Füzesgyarmat | 9.845         | 1.733  | 36.318                  |
|               | Körösladány  | 7.585         | 1.579  | 23.327                  |
|               | Szeghalom    | 9.716         | 2.017  | 39.920                  |
|               | Vésztő       | 8.918         | 1.548  | 21.102                  |
|               |              |               |        |                         |
|               | gesamt       | 36.064        | 6.877  | 120.667                 |